# Státní pečeť České republiky

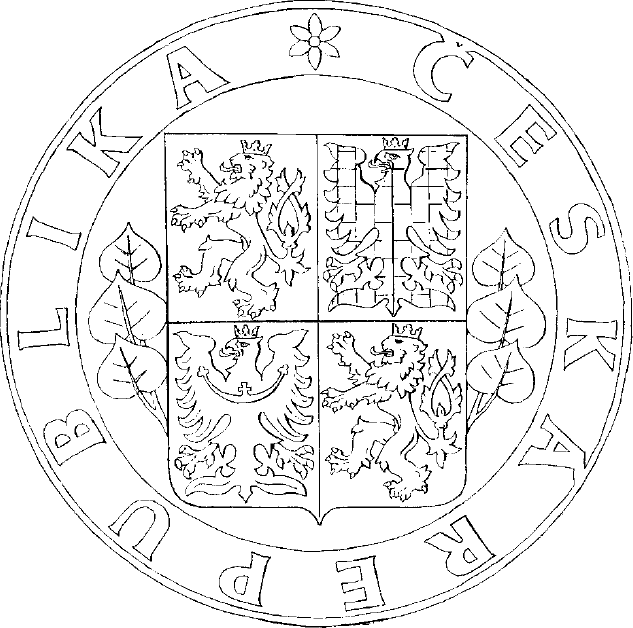
Státní pečeť ČR

Státní pečeť České republiky je podle zákona o státních symbolech jedním z oficiálních státních symbolů České republiky. Pečetidlo státní pečeti uchovává prezident republiky a používá se zvláště při významných událostech, jako je například stvrzení mezinárodních smluv nebo vydání pověřovacích listin diplomatickým zástupcům.

## Popis
Státní pečeť České republiky tvoří velký státní znak podložený lipovými ratolestmi po stranách, kolem něhož je opis „ČESKÁ REPUBLIKA“. K pečetění se využívají pečetidla (typáře) o průměru 46 a 66 mm.

## Historie
Pečeť vznikla z pečeti Českého království z let 1429–1432, vychází ze středověké tradice, kdy měl každý panovník svoji vlastní pečeť. Nejstarší státní pečeť v dnešním slova smyslu, tedy bez vazby na konkrétní osobu vládnoucího panovníka, nechali pořídit před polovinou 15. století představitelé husitů v rámci příprav na diplomatická jednání s cizinou. Tato nejstarší pečeť zobrazovala štít s dvouocasým lvem a latinský opis, jež ji označoval jako pečeť Koruny království českého. Štít s dvouocasým lvem se objevil také po roce 1918 na první provizorní pečeti nového Československa, kterou později nahradila velká a malá pečeť republiky. Od roku 1960 existovala jediná státní pečeť, zobrazující státní znak doplněný z obou stran lipovými ratolestmi o třech listech. Z tohoto vzoru vychází i současná podoba.